# Donald Van Durme
Donald Van Durme (Ninove, 23 augustus 1967) is een Belgisch voormalig voetballer. Tijdens zijn professionele loopbaan als voetballer kwam hij uit voor drie Belgische clubs: RSC Anderlecht, KV Kortrijk en Excelsior Moeskroen.

## Carrière
Donald Van Durme voetbalde in zijn jeugdjaren voor Sporting Ternat. Hij was 9 jaar toen hij zich aansloot bij de voetbalclub uit Ternat. In 1981 werd de jonge verdediger opgemerkt door RSC Anderlecht. Van Durme maakte de overstap en vertoefde vervolgens nog 6 jaar in de jeugdploegen van RSC Anderlecht.
In 1987 maakte hij zijn debuut in het eerste elftal van de club. Anderlecht ging in zijn eerste wedstrijd op bezoek bij Club Luik. De match eindigde op 0-0. In totaal kwam Van Durme slechts twee keer in actie dat seizoen. Hij veroverde wel de Beker van België.
En ook seizoen later ging RSC Anderlecht aan de haal met de Beker van België. Trainer Raymond Goethals gaf de 21-jarige linksachter weliswaar amper speelkansen. Een jaar later leek de situatie bijna hopeloos toen de nieuwe trainer, de Nederlander Aad de Mos, Van Durme ook amper speelminuten gunde.
Het onvermijdelijke bleef niet langer uit en dus verliet hij de club in 1991. Van Durme vond onderdak bij KV Kortrijk. Hij groeide in de verdediging uit tot een vaste waarde, maar kon niet beletten dat de club in 1992 degradeerde naar tweede klasse. In 1995 kwam er een transfer naar Excelsior Moeskroen. De club uit Henegouwen speelde net als Kortrijk in tweede klasse. Maar in 1996 slaagde Moeskroen er in om te promoveren naar eerste klasse. Vervolgens haalden de Henegouwers Émile en Mbo Mpenza weg bij KV Kortrijk. Onder impuls van trainer Georges Leekens en de broers Mpenza werd Moeskroen in 1997 derde in het eindklassement, hetgeen een mooie prestatie was voor een club die een jaar eerder nog in tweede klasse speelde.
Tot 1998 bleef Van Durme een titularis bij Moeskroen. Maar vanaf dan verzeilde hij voortdurend op de bank. Omdat hij nog maar amper aan spelen toekwam, zette hij in 2000 een punt achter zijn carrière als voetballer.

## Later leven
Donald is nu cafébaas van Café Belvere in het West-Vlaamse Otegem waar hij frisse Bockor pintjes tapt.